# روبرتو بلانكو (لاعب كرة قدم)
روبرتو بلانكو (بالإسبانية: Roberto Blanco) (26 نوفمبر 1938 ببوينس آيرس في الأرجنتين - ) هو لاعب كرة قدم أرجنتيني في مركز الدفاع، شارك في الألعاب الأولمبية الصيفية 1960. وشارك مع منتخب الأرجنتين لكرة القدم. أما مع النوادي، فقد لعب مع تشاكاريتا جيونيورز ونادي راسينغ.

## وصلات خارجية
- روبرتو بلانكو على موقع ناشيونال فوتبول تيمز (الإنجليزية)
- روبرتو بلانكو على موقع أوليمبيديا (الإنجليزية)